# Contea di Antelope
La contea di Antelope (in inglese Antelope County) è una contea dello Stato del Nebraska, negli Stati Uniti. La popolazione al censimento del 2000 era di 7 452 abitanti. Il capoluogo di contea è Neligh.